# Municipio de Hawkeye (condado de Divide)
El municipio de Hawkeye (en inglés: Hawkeye Township) es un municipio ubicado en el condado de Divide en el estado estadounidense de Dakota del Norte. En el año 2010 tenía una población de 33 habitantes y una densidad poblacional de 0,35 personas por km².

## Geografía
El municipio de Hawkeye se encuentra ubicado en las coordenadas 48°51′15″N 103°15′57″O / 48.85417, -103.26583. Según la Oficina del Censo de los Estados Unidos, el municipio tiene una superficie total de 93.28 km², de la cual 91,21 km² corresponden a tierra firme y (2,22 %) 2,07 km² es agua.

## Demografía
Según el censo de 2010, había 33 personas residiendo en el municipio de Hawkeye. La densidad de población era de 0,35 hab./km². De los 33 habitantes, el municipio de Hawkeye estaba compuesto por el 100 % blancos. Del total de la población el 0 % eran hispanos o latinos de cualquier raza.